# Chlístovický potok
Chlístovický potok je levostranný přítok říčky Vrchlice v okrese Kutná Hora ve Středočeském kraji. Délka jeho toku činí 9,0 km. Plocha povodí měří 13,2 km².

## Průběh toku
Potok pramení v lesích západně od Vernýřova v nadmořské výšce okolo 520 m. V pramenné oblasti směřuje na severovýchod a po krátkém úseku se vlévá do rybníka Bezděkov, jehož rozloha činí 6,0 ha. Z rybníka odtékají dvě vodoteče. Na jeho západní straně vytéká Chlístovický potok severním směrem k osadě Svatý Jan t. Krsovice, při jejímž jižním okraji napájí Krsovický rybník. Na severní straně rybníka Bezděkov vytéká Bezděkovský potok, který proudí severním až severovýchodním směrem a po více než třech kilometrech toku se vlévá zpět do Chlístovického potoka. Od hráze Krsovického rybníka, jehož rozloha činí 3,4 ha, teče Chlístovický potok krátce na západ až severozápad. Postupně se však obloukem obrací na severovýchod ke Kralicím, kterými protéká. Zde přijímá zleva Kraličský potok. Od vsi dále pokračuje převážně na severovýchod, níže po proudu na východ. V tomto úseku přijímá nejprve zprava Bezděkovský potok a o něco níže po proudu zleva přitékající Miletický potok. Pod ústím Miletického potoka teče při severním okraji Chroustkova, od něhož se stáčí více na severovýchod k obci Chlístovice, kterou protéká. Do Vrchlice se vlévá východně od Chlístovic na 20,0 říčním kilometru v nadmořské výšce okolo 385 m. 

### Větší přítoky
- Kraličský potok je levostranný přítok, který pramení na severním okraji Žandova v nadmořské výšce okolo 530 m. Od Žandova proudí napřímeným korytem mezi poli na severovýchod k osadě Kraličky, západně od níž zadržuje jeho vody Náveský rybník. Do Chlístovického potoka se vlévá na 5,7 říčním kilometru,[1] mezi výše zmíněnou osadou a Kralicemi, v nadmořské výšce okolo 455 m. Délka Kraličského potoka činí 2,2 km.[1]
- Bezděkovský potok je pravostranný přítok, který vytéká spolu s Chlístovickým potokem z rybníka Bezděkov. Po celé své délce teče převážně severním až severovýchodním směrem mezi poli. Na středním toku mezi Kralicemi a Všesoky napájí menší bezejmenný rybník. Délka toku činí 3,5 km.[1] Do Chlístovického potoka se vlévá na 3,6 říčním kilometru, západně od Chroustkova, v nadmořské výšce okolo 420 m.[1]
- Miletický potok je levostranný přítok pramenící v Mileticích v nadmořské výšce okolo 455 m. Na horním a středním toku teče východním směrem. Na dolním toku se stáčí více na jihovýchod. Povodí potoka je téměř bezlesé, koryto toku je napřímené. Do Chlístovického potoka se vlévá na jeho 3,2 říčním kilometru[4] v nadmořské výšce okolo 420 m. Délka Miletického potoka činí 1,5 km.[4][pozn 1]